# Asparagobius braunsi
Asparagobius braunsi är en stekelart som beskrevs av Mayr 1905. Asparagobius braunsi ingår i släktet Asparagobius och familjen puppglanssteklar. Inga underarter finns listade.